# Seznam danskih arhitektov
Seznam danskih arhitektov.

## A
- Nicolai Abildgaard
- Ludvig Andersen

## D
- Vilhelm Dahlerup
- Ejnar Dyggve

## E
- Nicolai Eigtved

## F
- Kay Fisker

## G
- Johannes Emil Gnudtzmann

## H
- Christian Frederik Hansen
- Theophil Hansen
- Caspar Frederik Harsdorff
- Gustav Friedrich Hetsch

## J
- Arne Jacobsen

## K
- Kaare Klint

## M
- C. F. Møller

## N
- Martin Nyrop

## R
- Steen Eiler Rasmussen

## S
- Hans van Steenwinckel starejši (niz.-danski)
- Hans van Steenwinckel mlajši
- Hans van Steenwinckel najmlajši
- Oluf van Steenwinckel
- Johan Otto von Spreckelsen

## U
- Jørn Utzon